# Аделхайд фон Куик-Арнсберг
Вижте пояснителната страница за други личности с името Аделхайд.
Аделхайд фон Куик-Арнсберг (на немски: Adelheid von Cuyck-Arnsberg; Aleid von Arnsberg; * ок. 1242, † сл. 1281) от Дом Куик е графиня от Арнсберг и чрез женитба господарка на замъка Долендорф, днес част от Бланкенхайм на Ар, и на замъка Кроненбург, днес в Далем в Айфел.
Тя е дъщеря на граф Готфрид III фон Арнсберг († 1284/1287) и втората му съпруга графиня Аделхайд фон Близкастел († 1272), дъщеря на граф Хайнрих фон Близкастел († 1237) и Агнес фон Сайн († 1259).

## Фамилия
Аделхайд фон Куик-Арнсберг се омъжва пр. 7 януари 1279 г. за Герлах II (III) фон Долендорф, господар на Кроненбург (* пр. 1267; † 1310/сл. 26 октомври 1327), син на Герлах I фон Долендорф († 1260) и Мехтилд фон Изенбург († 1290), дъщеря на Хайнрих I фон Изенбург († ок. 1227) и Ирмгард фон Бюдинген († сл. 1220). Те имат три деца:
- Герлах фон Долендорф (* пр. 1295; † сл. 1310)
- Йохан фон Долендорф-Кроненбург (* пр. 1302; † сл. 26 октомври 1327), господар на Кроненбург-Долендорф, рицар, женен ок. 1303 г. за Луция фон Нойербург (* ок. 1284; † сл. 1327), дъщеря на граф Фридрих III фон Нойербург († сл. 1330) и Елизабет († сл. 1326)
- Елизабет/Лиза фон Долендорф († сл. 27 май 1339), омъжена пр. 15 септември 1310 г. за Йохан II фон Браунсхорн-Байлщайн († 3/5 юни 1347), син на Йохан I фон Браунсхорн († 1284) и Аделхайд фон Керпен († 1284)

Нейният съпруг се жени втори път за Рихардис Луф фон Клеве († сл. 1326), дъщеря на граф Дитрих Луф фон Клеве-Саарбрюкен († 1277) и Елизабет († 1275).